# Antimilos

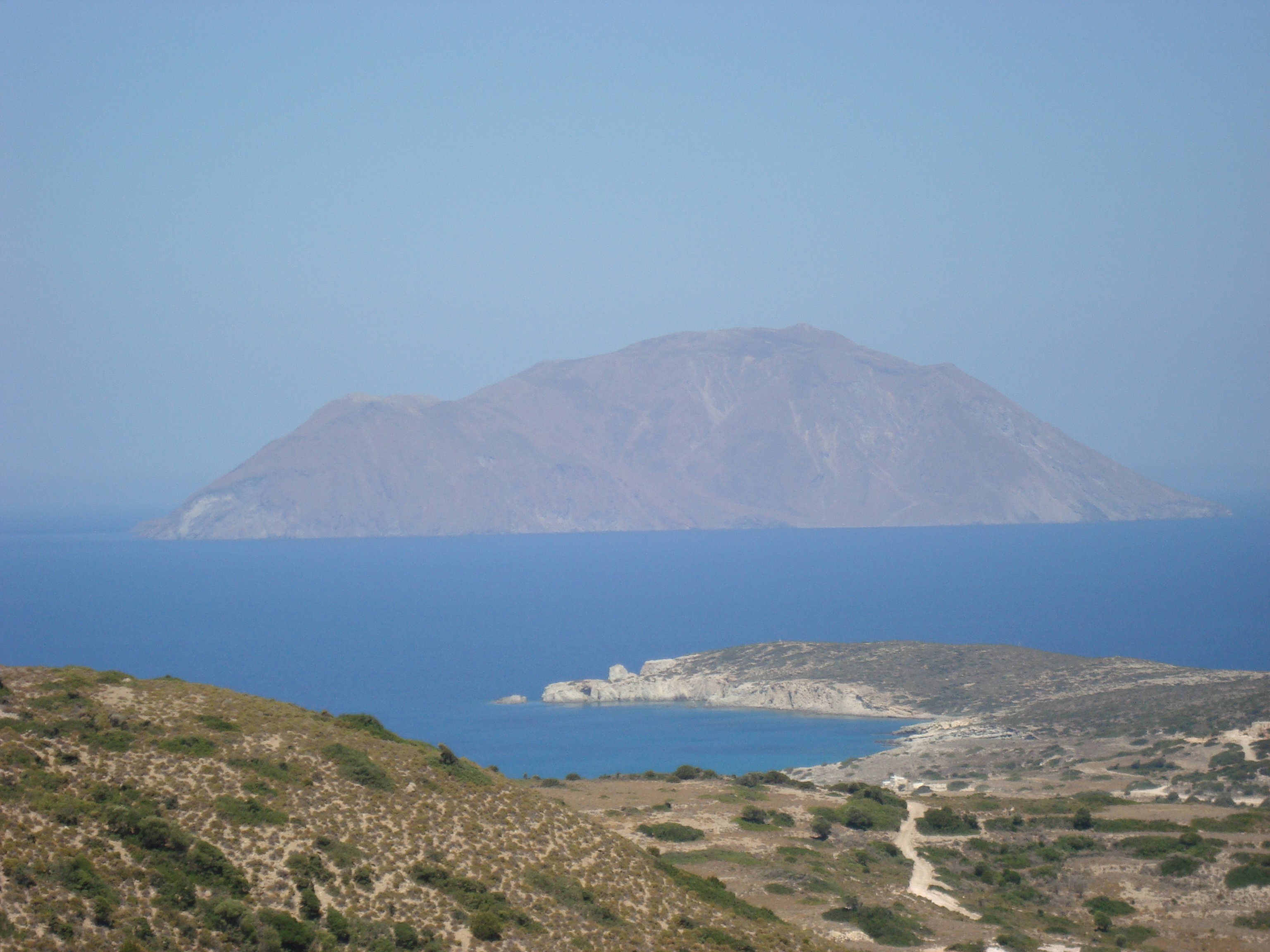
Antimilos gezien vanaf het eiland Milos

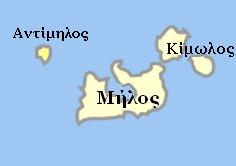

Antimilos (Grieks: Αντιμίλος) is een eiland in Griekenland. Het eiland is een 8 km² groot eiland dat op een afstand van 21 kilometer ten noordwesten van het eiland Milos ligt en deel uitmaakt van de Griekse gemeente (dimos) Milos in de Egeïsche Zee, een van de Westelijke Cycladen. Het 671 m hoge eiland van 3 km breed en 4 km lang is onbewoond en wordt in omgeving ook wel Erimomilos (Woestijn-Milos) genoemd wegens zijn onherbergzaamheid. Vroeger werd het eiland ook Ephora (Έφορα = wachttoren) genoemd omdat je van het hoogste punt de zee tot op grote afstand kon afspeuren. De krater van dit voornamelijk uit trachiet bestaande vulkanisch eiland werd door vroegere inwoners omgevormd tot een cisterne. Volgens Homerus in zijn Odyssee zou het hier om het eiland van de zonnegod Helios handelen waar de metgezellen van Odysseus de heilige runderen van de zonnegod slachtten.

## Flora en fauna
Op het eiland leeft een zeldzame ondersoort van de Bezoargeit, genaamd Capra aegagrus pictus. Ze is vergelijkbaar, maar niet hetzelfde, met de Kretenzische geit die bekend staat als "kri-kri" (Capra aegagrus creticus). Aan de rotsachtige kust van het eiland leeft ook een kleine kolonie mediterrane monniksrobben. Ook de Eleonora's valk broedt hier.